# Frangart
Frangart (italienisch Frangarto) ist eine Fraktion der Gemeinde Eppan in Südtirol (Italien). Sie weist ca. 800 Einwohner auf und liegt auf 255 m ü. d. M. westlich des Etschufers bei Bozen.

## Lage
Die Ortschaft Frangart liegt am nördlichen Hangfuß des Überetscher Plateaus, wo das Gelände in die angrenzenden Niederungen des Etschtals übergeht. Das orografisch rechte Ufer der Etsch bei Frangart ist ein wichtiger Verkehrsknotenpunkt zwischen Bozen, Meran und den Überetscher Gemeinden Eppan und Kaltern. Das Dorfbild von Frangart ist geprägt von Obst- und Weinbau, dem Tourismus und den großen Obstverkaufsbetrieben in Tallage.

## Geschichte

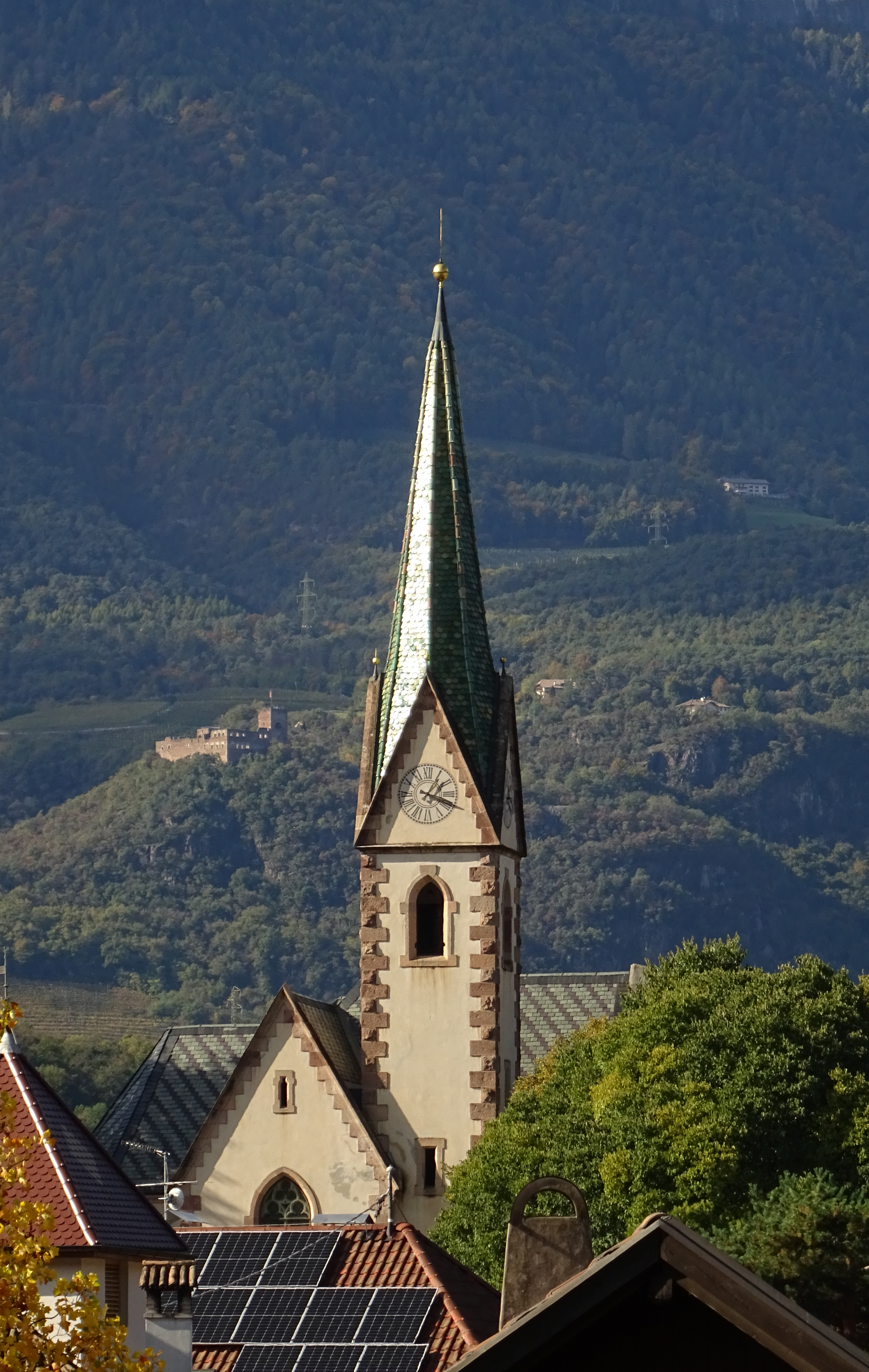
Josefskirche

Der Ortsname – 1242 als Fronegarte und 1295 als Fronegarten urkundlich bezeugt – ist aus den beiden Grundwörtern Fron und Garten gebildet, was auf dessen grundherrlichen Ursprung verweist („Garten des [Grund-]Herren“). Über alten Besitz verfügten in Frangart sowohl die Bischöfe von Trient wie die Landesfürsten von Tirol, auch das Stift Wilten und das Heiliggeistspital Bozen waren hier begütert. Im Jahr 1497 verpflichtete König Maximilian I. die Gemeinschaft von Frongart, sich an einer allgemeinen Wassersteuer zu beteiligen, um die durch Überschwemmungen entstandenen Schäden an der lanndtstrassen gen Eppan sowie an der prugk zu Sigmundskron und am Mos zu beseitigen.
Historische Frangarter Hofstellen bzw. Gebäude sind der Pillhof (Kreuzweg) und das Wolkensteinhaus (Pfarrwidum), Stain (Firmianhof), Schenk (Reuschlhof), Bernhard (Außerer), Muggenbichl, Stricker, Riedl und Geig.
Die sich im Ortskern befindende, 1894/95 nach Plänen des Architekten Ferdinand Mungenast im neugotischen Stil erbaute Pfarrkirche ist dem heiligen Josef von Nazaret geweiht. An der Ostfassade befindet sich eine Muttergottes-Darstellung der Münchener Mosaikanstalt Rauecker & Solerti von 1903 (nach Entwurf von Heinrich Told aus Bozen). 1997 erhielt die Kirche eine neue Orgel.

## Bildung
In Frangart gibt es eine Grundschule für die deutsche Sprachgruppe, im selben Gebäude ist auch der Kindergarten untergebracht.

## Sehenswürdigkeiten

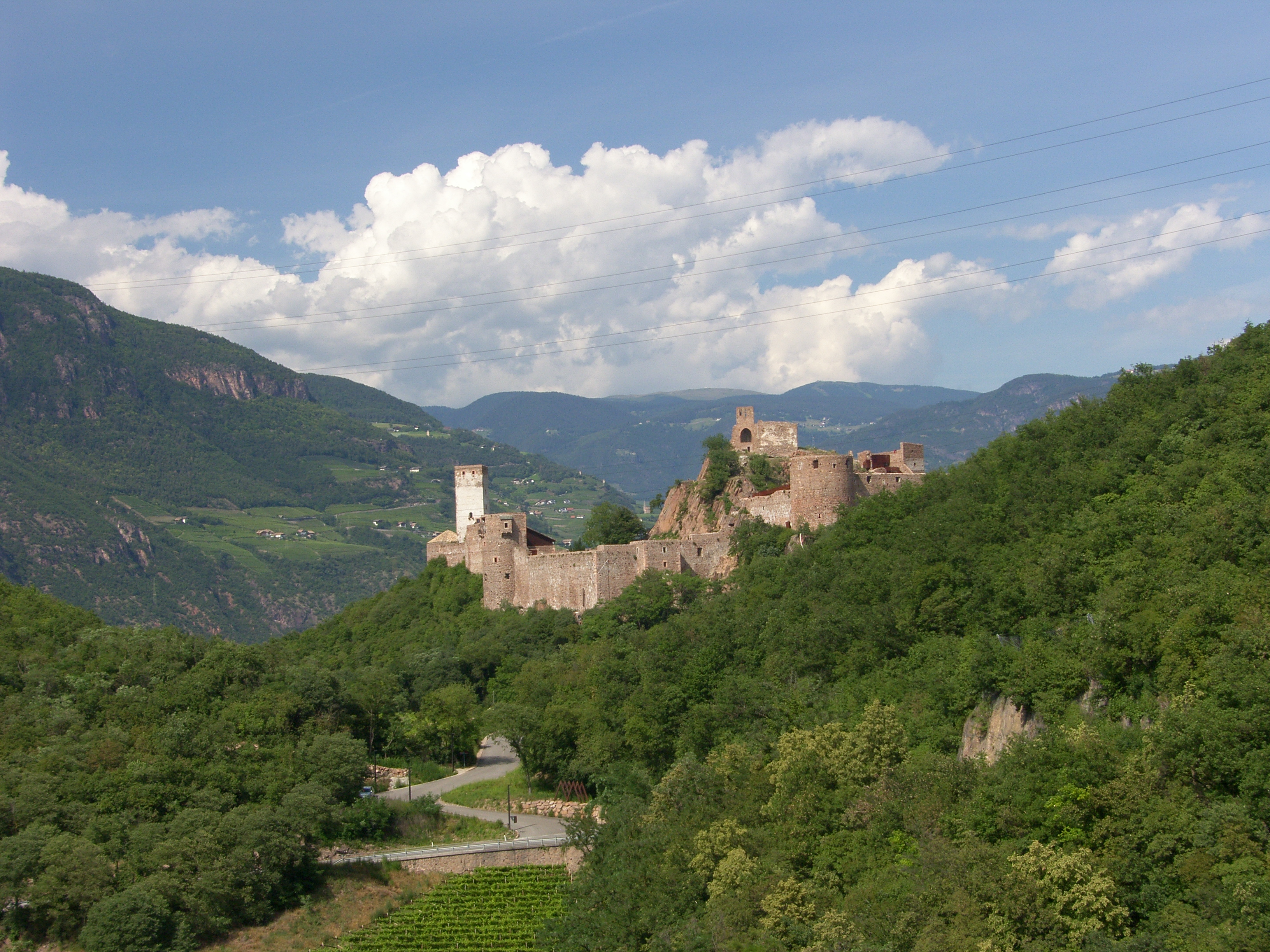
Schloss Sigmundskron von Frangart aus

Etwas abseits des Dorfes auf einem Felshügel in Richtung Osten und bereits auf dem Gebiet der Nachbargemeinde Bozen befindet sich das Schloss Sigmundskron, eine der ältesten Burganlagen Südtirols. Es beherbergt seit 2006 eines der Messner Mountain Museen.
Oberhalb des Dorfkerns im privaten Park des Ansitzes Hochfrangart befindet sich eine weithin sichtbare silberne Kugel, eine künstlerische Installation des Kunstsammlers Karl Nicolussi-Leck (1917–2008).

## Sonstiges
Seit 2004 ist in Frangart das Fundarchiv des Landesamtes für Archäologie angesiedelt.

## Berühmte Frangartner
- Sepp Kerschbaumer (1913–1964), Südtirolaktivist
- Alfons Benedikter (1918–2010), Politiker. Er wohnte ab 1960 in Frangart